# شون بور
شون بور هو لاعب هوكي الجليد كندي، ولد في 1 يوليو 1966 في سارنيا في كندا، وتوفي في 5 أغسطس 2013 في ميشيغان في الولايات المتحدة.

## وصلات خارجية
- شون بور على موقع دوري الهوكي الوطني (الإنجليزية)
- شون بور على موقع قاعة مشاهير الهوكي (لاعب أن.إتش.أل) (الإنجليزية)
- شون بور على موقع EliteProspects.com (الإنجليزية)
- شون بور على موقع HockeyDB.com (الإنجليزية)
- شون بور على موقع Hockey-Reference.com (الإنجليزية)